# Misión San Miguel Arcángel
La misión San Miguel Arcángel es una parroquia católica ubicada en la población de San Miguel en el condado de San Luis Obispo, California, Estados Unidos. Es considerada un Hito Histórico Nacional y forma parte de las veintiún misiones fundadas por la Orden Franciscana en el estado de California.   

## Historia
La misión se fundó el 25 de julio de 1797 por el padre Fermín Lasuen. El lugar de la construcción —ubicado en el territorio de los indios salinas— ya había sido elegido dos años antes con el objetivo de servir de punto intermedio entre las misiones de San Antonio y San Luis Obispo. Su primer administrador fue el padre Buenaventura Sitjar. 
La iglesia original fue destruida en 1806 por un incendio. Para ese tiempo se estimaba que alrededor de 1000 neófitos, o nativos conversos al catolicismo, vivían en el lugar. La nueva iglesia comenzó su construcción en 1816 y se concluyó en 1821, y se le añadieron frescos elaborados por Esteban Munras, así como las columnatas que se dirigen al templo.
Se estima que la misión llegó a tener un promedio de 22 mil animales de crianza entre los años 1811 y 1824. El año 1821 fue el de mayor prosperidad al albergar 24 mil animales, entre los que se contaban 9 mil cabezas de ganado y 13500 ovejas. Además, entre 1782 y 1832 se produjeron 92 mil bushels de trigo, cebada, maíz, frijoles y arvejas.
Con la consumación de la Independencia de México, San Miguel Arcángel fue puesta bajo la administración civil en 1834, y debido a la consecuente partida de los franciscanos, los nativos también comenzaron a desalojar la misión. Para 1846, Petronilo Ríos y William Reed ocuparon el inmueble cuando este se encontraba en abandono, pero una tragedia ocurrida en 1848, en la que once miembros de la familia Reed fueron masacrados, ocasionó que las instalaciones se ocuparan como saloon, hotel y tienda minorista en los años siguientes. Sin embargo, el gobierno estadounidense devolvió la propiedad a la iglesia católica en 1859, y en 1878 ya fungía como parroquia. 
Para el siglo XX, se construyeron dos campanarios: el primero en los años 1930 en el cementerio, y otro de ladrillo en los años 1950 ubicado en el costado sur, cuyas campanas no son reales, sino elaboradas con cemento. En el año 1971 fue incorporada al Registro Nacional de Lugares Históricos.
El 22 de diciembre de 2003, la vieja estructura resultó severamente dañada por el terremoto de San Simeón. El daño más grave ocurrió en las paredes de adobe que no soportaron la sacudida, por lo que el complejo debió cerrarse al público a partir de entonces. Desde el año 2005 las actividades volvieron a retomarse, y el 2 de octubre de 2009 se celebró una misa de reapertura. 
A partir del 2006 se considera un Hito Histórico Nacional de los Estados Unidos. Fue la decimosexta de las veintiún misiones establecidas por los franciscanos en California, y su arquitectura se considera representativa del estilo colonial español.